# Bakuriani
Bakuriani (in georgiano ბაკურიანი?) è una località di villeggiatura nella municipalità di Borjomi, in Georgia.
Bakuriani si trova a 1700 m s.l.m. sul versante settentrionale della catena montuosa del Trialeti, nel Piccolo Caucaso. Il luogo è considerato la capitale degli sport invernali della Georgia. In estate è molto amato dagli escursionisti, oltre che per le sue sorgenti di acqua minerale e il giardino botanico storico.
Il villaggio è circondato da foreste di conifere, dove domina l'abete rosso del Caucaso. Si trova nella Valle Bakuriani, che è una cosiddetta caldera. Il fondo è costituito dalla lava del vulcano Mucheri. 
Il clima è relativamente umido. Le estati sono lunghe e calde, gli inverni freddi. Da novembre cadono fino a 64 cm di neve. La temperatura media annua è di 4,3 °C, -7,3 °C in gennaio e 15 °C in agosto. Le precipitazioni annue sono di 734 mm.

## Storia
L'insediamento si è sviluppato all'inizio del XX secolo, quando vennero costruiti alcuni alberghi dopo l'entrata in funzione della ferrovia a scartamento ridotto Borjomi-Bakuriani nel 1902. Nel 1910 venne fondato l'orto botanico di Bakuriani, che si estende su 17 ettari e presenta circa 1200 piante alpine provenienti da varie regioni del Caucaso, circa 300 piante provenienti dall'Asia e 66 diversi alberi caucasici e piante esotiche. Dal 1937 l'istituzione è amministrata dall'Accademia delle scienze georgiana.
In epoca sovietica, vennero realizzati sanatori e case di villeggiatura. Nel 1935 venne realizzato il primo trampolino (K40) della Georgia per il salto con gli sci, poi ampliato nel 1969 ed affiancato da altri salti (K115, K90, K70 e K45). Tra il 1971 e il 1980 si svolsero numerose gare internazionali di salto con gli sci, altre ad altre di slalom, bob e biathlon. Dopo l'indipendenza georgiana del 1991, gli edifici sono stati privatizzati e in seguito riammodernati. L'alta borghesia della Georgia ha costruito numerose ville di lusso.

## Sport invernali
La stagione sciistica inizia a novembre e termina a marzo. Sono presenti numerose piste da sci sul monte Kochta Gora (2255 m sul livello del mare), con livello di difficoltà medio-facile, dove è possibile praticare lo sci alpino e lo snowboard. Sono altresì presenti una serie di trampolini in località Sakartwelo per il salto con gli sci (K115, K90, K70 e K45, di cui solo l'ultimo è attivo). Nel 1971 il campione sovietico Sergey Zontov registrò il miglior salto con 115,5 metri.
Tra il 1980 e il 2001 l'impianto non venne più utilizzato. Nel 2001 si svolse il campionato georgiano di salto con gli sci, che tuttavia rimase l'unico evento per i successivi 10 anni. Dal 2011, si svolge annualmente la gara-memorial "Mishka Mikaberidze". Nel 2013 il vice-presidente del Comitato olimpico georgiano ha annunciato il rifacimento dei salti K45 e K70 saranno rinnovate secondo le norme internazionali. La più importante competizione sciistica georgiana, chiamata Sukhia e paragonabile al campionato nazionale, viene organizzata a Bakuriani, in alternativa al comprensiorio sciistico di Gudauri.

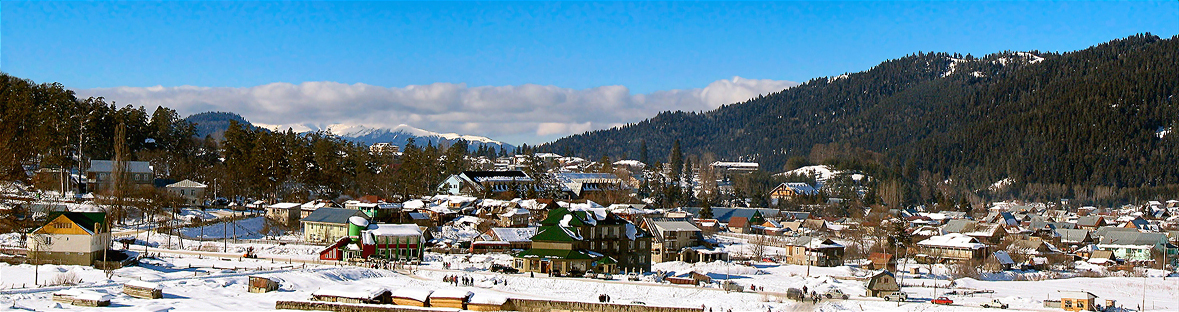
Panorama invernale